# آناتول پتریتسکی
آناتول پتریتسکی (انگلیسی: Anatol Petrytsky; ۳۱ ژانویهٔ ۱۸۹۵ – ۶ مارس ۱۹۶۴) نقاش اهل امپراتوری روسیه بود.
وی همچنین برندهٔ جوایزی همچون نشان لنین و نشان پرچم سرخ کار شده‌است.